# William Kashtan
Pour les articles homonymes, voir Kashtan.
William Kashtan (1909-1993) est secrétaire général du Parti communiste du Canada pendant 23 ans à partir de janvier 1965, plusieurs mois après la mort de Leslie Morris, et ce jusqu'au moment de prendre sa retraite en 1988. Le retard de son entrée en fonction est dû au fait que Tim Buck se soit opposé à sa nomination.